# Санкт-Петербургский региональный центр РТРС
Санкт-Петербургский региональный центр РТРС (филиал РТРС «Санкт-Петербургский региональный центр») — филиал Российской телевизионной и радиовещательной сети (РТРС), основной оператор цифрового и аналогового эфирного теле- и радиовещания в Санкт-Петербурге и Ленинградской области. В состав Санкт-Петербургского регионального центра РТРС входят 36 цифровых телевизионных вещательных станций в Санкт-Петербурге и Ленинградской области. Санкт-Петербургский региональный центр РТРС транслируется 20 цифровых обязательных общедоступных каналов и три радиостанции, обеспечивает цифровым эфирным телевидением 100% жителей Санкт-Петербурга и 96,31% жителей Ленинградской области.
Радиотелецентр транслируется региональные программы в цифровом качестве в эфире телеканалов первого мультиплекса «Первый канал», НТВ, «Россия-1», «Россия-24», «Россия-Культура», ОТР и на радиостанции «Радио России», «Маяк», «Вести FM».
Помимо этого, с инфраструктуры радиотелецентра передаются в эфир более 40 радиостанций в FM-диапазоне в двух регионах.

## История

### Ленинградская радиовещательная дирекция
6 февраля 1900 года была введена в эксплуатацию первая практическая линия радиосвязи протяженностью 45 верст между островом Гогланд и городом Котка, предназначенная для спасения севшего на мель броненосца береговой охраны «Генерал-адмирал Апраксин».
Первый опыт по электронной передаче изображения на расстояние провел 22 мая 1911 года изобретатель телевидения Б. Л. Розинг.
28 января 1915 года начала работать Царскосельская радиостанция мощностью 300 кВт. В 1918 году она была включена в структуру Наркомата почт и телеграфов, став базой для последующего создания и развития в городе эксплуатационных предприятий радиосвязи и радиовещания.
24 декабря 1924 года в Ленинграде акционерное общество «Радиопередача» начало регулярное радиовещание в объеме 10 часов в сутки. Использовался передатчик мощностью 1 кВт, установленный в здании Электротехнического института на Песочной улице, дом 5 (сейчас улица имени профессора А. С. Попова). На пленарном заседании Ленинградского губернского исполкома представитель АО «Радиопередача» А. В. Шотман отметил, что по состоянию на начало августа 1925 года в Ленинграде насчитывалось 18 000 эфирных точек приема. На основании этого было принято решение о строительстве в городе мощных вещательных радиостанций.
В июне 1926 года на Песочной улице была введена в строй вещательная радиостанция «РВ-70» имени Ленсовета мощностью 10 кВт, а в 1930 году в Колпине заработала радиостанция «РВ-53» им. С.М. Кирова мощностью 100 кВт.
В 1938 году на базе НИИ «Радиопроблем» началось строительство третьей радиовещательной станции мощностью 300 кВт.
1 июля 1928 года создан Ленинградский широковещательный радиоузел. 17 января 1939 года на его базе начала работу «Ленинградская радиовещательная дирекция» (ЛРВД).
В 1933 году в Ленинград из США приехал В. К. Зворыкин. Он выступил с докладом об изобретении им иконоскопа и создании полностью электронной системы телевидения. Это оказало большое влияние на развитие телевещания в СССР. В Ленинграде был создан Всесоюзный научно-исследовательский институт телевидения, занимавшийся созданием отечественной системы электронного телевидения, разработкой телевизионного оборудования.
1 июня 1936 года началось строительство радиоцентра «Передающий цех радиовещания и радиосвязи № 3» (площадка № 2). Цех на протяжении многих лет был старейшим действующим радиоцентром Санкт-Петербургского радиотелецентра.
7 июля 1938 года в эфир Ленинграда вышла первая тестовая постановочная передача Ленинградского телевидения из студии «Опытного ленинградского телевизионного центра» («ОЛТЦ»), расположенной в здании по адресу ул. Академика Павлова, д. 13А (сейчас – здание управления филиала РТРС «Санкт-Петербургский РЦ») площадью 15 кв. м. с одной полуподвижной телекамерой и с проекцией кинофильмов.
1 сентября был подписан акт об официальной приемке ОЛТЦ в опытную эксплуатацию и началось регулярное телевизионное вещание. В отличие от Московского телецентра, ОЛТЦ был оснащен полностью отечественным оборудованием, созданным под руководством В.Л. Крейцера, 3.И. Моделя, и А.И. Лебедева-Карманова. Электронная развертка изображения велась по стандарту в 240 строк при 25 кадрах в секунду, а сигналы звукового сопровождения передавались через средневолновую радиостанцию РВ-70.
Начало истории информационного телевещания было положено с выходом в эфир Ленинградского телевидения в октябре 1938 года передачи, посвященной 20-летию ВЛКСМ.
Этот телецентр проработал до начала Великой Отечественной войны и дал импульс развитию отечественной промышленной базы для выпуска телевизионной техники.
В довоенные годы ленинградские радиовещательные станции обеспечивали передачу центральных и местных программ на Ленинград, Ленинградскую, Новгородскую, Псковскую, Калининскую, Великолукскую и другие области России. Связные радиостанции обеспечивали радиотелеграфные связи с Москвой, другими городами СССР, со столицами ряда зарубежных стран, а также с морскими судами и самолетами во время дальних перелетов Чкалова, Громова, Леваневского.

### Период Великой Отечественной войны
29 августа 1941 года первая мина разорвалась на территории радиостанции РВ-53 в Колпине. Работники радиостанции продолжали обеспечивать ее работу до момента разрушения системы электропитания и генераторного зала, после чего было принято решение об эвакуации. В аналогичной ситуации оказались радиостанции в Пушкине, Рыбацком, Островках. Средневолновая радиостанция РВ-70, расположенная в Петроградском районе Ленинграда, не прекращала свои передачи, однако ее мощности было недостаточно. К осени 1941 года находившиеся в пригородах средства радиосвязи и радиовещания были демонтированы, перевезены в Ленинград и рассредоточены в подвалах и укрытиях. Так, передатчик мощностью 15 кВт и два передатчика по 0,5 кВт установили в подвале Русского музея. Антенным полем радиостанции служили крыша музея и Михайловский сад. Другой передатчик мощностью 15 кВт и два 100-ваттных коротковолновых передатчика установили в подвале здания Палаты мер и весов, башня которого была использована как опора для подвески антенн. Приемная станция разместилась в подвале одного из зданий Александро-Невской лавры, две другие – в подвалах Дома учителя (Дворец Юсуповых на Мойке).
Перевезенное из Колпина оборудование радиостанции РВ-53 было смонтировано в здании буддийского храма на Приморском проспекте. Строить мачту (100-метровое сооружение) означало полностью демаскировать радиостанцию. Радисты придумали и реализовали такую идею: антенна поднималась на высоту 380 метров на аэростате заграждения, вокруг которого находилось еще 10 таких же маскировочных аэростатов.
В соответствии с Постановлением Военного Совета Ленинградского фронта от 25 апреля 1943 года, на территории бывшей дачи Чернова, расположенной на правом берегу Невы у Володарского моста,  была построена и введена в действие радиостанция РВ-1141 с коротковолновым передатчиком мощностью 60 кВт (объект № 57, впоследствии – «Передающий цех радиовещания и радиосвязи № 3», площадка № 1) Всего за время войны было развернуты и вновь построены 18 объектов, обеспечивающих радиовещание и радиосвязь в осажденном городе. На коротких волнах радиосигнал из Ленинграда принимали радиостанции Москвы и транслировали на всю страну.
Телевизионные передачи в период ВОВ не транслировались, но исследования в области телевизионного оборудования и системы телевещания, определенные рядом военных целей, продолжались.

### 1950-е годы: восстановление и развитие телерадиовещательной сети Ленинграда
В декабре 1947 года введена в строй средневолновая радиостанция «РВ-57» в пос. Ольгино (сейчас – «Цех Радиоцентр № 1»). Впоследствии на этот объект были перебазированы радиостанции «РВ-70» с площадки Лентелецентра в Петроградском районе города и «РВ-53» из здания Буддийского храма в Старой деревне.
В 1949 году начал регулярное телевизионное вещание восстановленный и реконструированный Лентелецентр. Студия располагалась на улице Академика Павлова, дом 13А, а башня высотой 121 метр и техническое здание с телевизионным передатчиком мощностью 3 кВт (впоследствии умощнен до 5 кВт) располагались напротив, с выходом на улицу Чапыгина. Передатчик работал по стандарту разложения изображения на 441 строку, звуковое сопровождение телевизионных передач велось в диапазоне ультракоротких волн с частотной модуляцией.
Всего в период 1945-1949 годов были построены и реконструированы более десяти крупных объектов радиовещания, радиосвязи и телевидения. В дальнейшем состоялся ряд реорганизаций «Ленинградской дирекции», которые завершились в январе 1955 года созданием «Ленинградской дирекции радиосвязи и радиовещания» (ЛДРСВ). Она объединила 6 крупных передающих объектов телерадиовещания, 4 передающих объекта радиосвязи, 4 пункта радиоприема управления и технического контроля, Дом Радио, аппаратно-студийный комплекс телецентра и 8 обслуживающих, обеспечивающих и вспомогательных подразделений.
В январе 1955 года ЛРВД была объединена с Ленинградской дирекцией радиосвязи в Ленинградскую дирекцию радиосвязи и радиовещания (ЛДРВ), в августе 1973 года была переименована в «Союзный узел радиовещания и радиосвязи № 2», в декабре 1987 года — в «Производственное объединение радиовещания и радиосвязи № 2» (ПОР № 2), в сентябре 1992 года — в «Государственное предприятие радиовещания и радиосвязи № 2» (ГПРР-2). В 1998 году оно объявлено дочерним предприятием ВГТРК, спустя некоторое время было переименовано в Центр радиовещания и радиосвязи № 2.
В 1957—1958 годах в Тосненском районе Ленобласти началось строительство «Радиоцентра № 11» — для трансляции радиопрограмм на зарубежные страны. 17 января 1962 года была введена в эксплуатацию первая очередь (КВ-диапазон), а в 1964 году завершен второй этап строительства (ДВ/СВ). В результате проведенной в конце 60-х годов модернизации и умощнения оборудования общая суммарная выходная мощность комплекса радиовещания достигла 10,6 МВт. После этого «Радиоцентр № 11» вошел в историю как самый мощный радиоцентр в мире (мощное радиовещание было прекращено в России к 1 января 2014 года).
В 1951 году был разработан проект строительства в Ленинграде нового многопрограммного телецентра, а 26 января 1952 года вышло распоряжение Совета Министров СССР о строительстве телевизионной башни для нового телецентра.
Строительство телецентра велось на двух площадках: на улице Чапыгина, дом 6 строился аппаратно-студийный комплекс с самыми большими на тот период студиями (площадью 600 и 400 кв. м), а на улице Академика Павлова, дом 3 — телевизионная башня и техническое здание под передающее оборудование. Работы по строительству самой высокой в Европе телевизионной башни высотой 316-метров (вместе с антенным комплексом) и технического здания телецентра велись в 1953-1962 годах, одновременно разрабатывались новые передатчики и оборудование для аппаратно-студийного комплекса.
5 марта 1960 года Ленинградский телецентр был передан Комитету по телевидению и радиовещанию Ленгороблисполкомов как Ленинградский радиотелецентр, а вторая площадка — передающий комплекс с телебашней — оставлена в составе Министерства связи СССР как Ленинградская радиотелевизионная передающая станция, позднее переименованная в Ленинградский радиотелевизионный передающий центр (ЛРТПЦ).

### 60-70-е годы: ввод в эксплуатацию нового «Ленинградского телецентра», создание мощных и сверхмощных передатчиков ДВ-, СВ- и КВ-диапазонов
17 января 1962 года была введена в эксплуатацию первая очередь «Радиоцентра № 11». Советский Союз получил возможность транслировать программы радиовещания на южную часть европейской территории России и пять областей Западной Сибири, программы иновещания на страны центральной, южной и западной Европы. Среди них были Италия, Австрия, Греция, Югославия, Англия, Голландия и другие.
22 февраля 1963 года с новой 316-метровой телебашни Лентелецентра началась трансляция второй программы телевидения на третьем частотном канале. Она велась через самый мощный передатчик «Ураган» мощностью 50 кВт. Радиус действия такой станции составлял порядка 100 км с охватом 6 млн человек.
В 1964 года вступили в строй еще два мощных телепередатчика: «Ураган» на первом частотном канале, «Лен» — на восьмом частотном канале. Последний транслировал общеобразовательные программы, а впоследствии использовался для опытных передач цветного телевидения. К 1964 году в Ленинграде было три программы телевидения, а с 1968 года с трансляции одной из них началась эпоха цветного телевидения по системе «СЕКАМ».
В 1964 году на «Радиоцентре № 11» был введен в эксплуатацию комплекс мощного радиовещания в диапазоне длинных и средних волн на базе передатчиков «Буран» мощностью 500 кВт. Их зона действия охватывала Ленинград, Ленинградскую область и северную часть Западной Европы.
В 1961 году в Ленинграде начался прием первой программы московского телевидения. В том же году Европа впервые увидела прямую трансляцию из Москвы: репортаж о торжественной встрече первого в мире космонавта Юрия Гагарина. Сигнал из Москвы по кабелю поступал в Ленинград, из Ленинграда — в Финляндию, далее по телеканалам «Евровидение» в другие страны.
В декабре 1965 года Ленинградский телецентр ввел в эксплуатацию мощную трехпрограммную УКВ-ЧМ-радиостанцию «Мёд». Она состояла из трех передатчиков мощностью 15 кВт каждый, работающих на одну общую антенную систему. Радиостанция транслировала первую программу  «Всесоюзного Радио», «Маяк» и «Ленинградское радио» в диапазоне 65,9-74 МГц, причем две программы — в режиме «Стерео». В 1965-1966 годах, до ввода в строй Останкинской телебашни, Ленинградский телецентр оставался самым мощным телевизионным центром в СССР. Он был оснащен передовой отечественной техникой.
В середине 60-х годов базовые предприятия по разработке и производству средств радиосвязи, радиовещания и телевидения располагались в Ленинграде. Предприятия ЛДРСВ стали полигоном, на котором отрабатывались новые технические решения, испытывались и внедрялись образцы новых отечественных передатчиков.
В 1958 году в домах Ленинграда насчитывалось 260 тысяч телевизионных приёмников. В 1966 году их стало уже 850 тысяч.

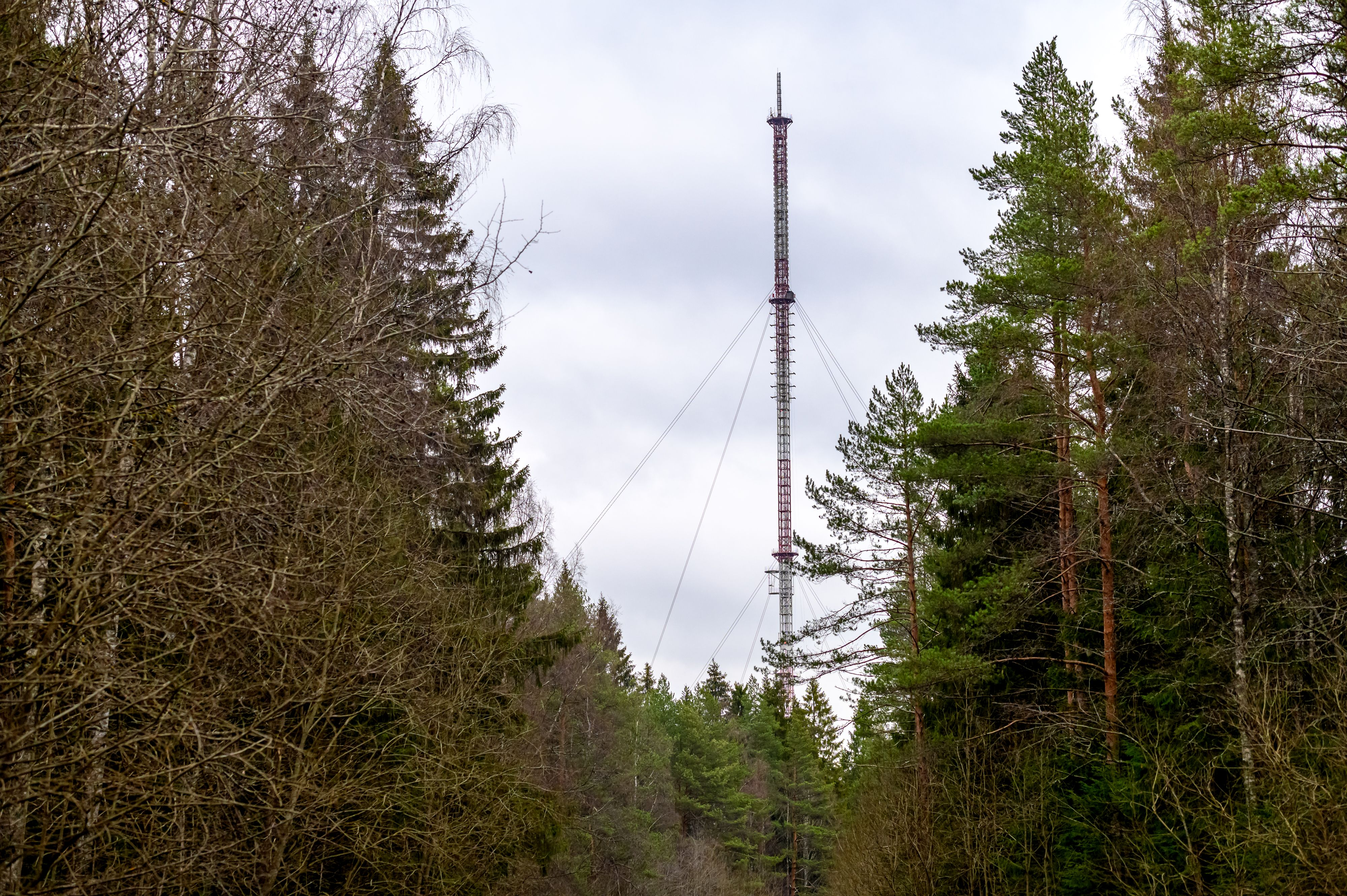
РТС Тихвин

На рубеже 60-х-70-х годов перед ленинградскими связистами поставили задачу предоставить жителям удаленных районов Ленинградской области доступ к эфирным программам центрального и ленинградского телерадиовещания. Для этого были спроектированы и построены пять мощных радиотелевизионных передающих станций (РТПС). В Выборге такая РТПС начала работу 25 декабря 1966 года, в Подпорожье — 4 ноября 1967 года, в Тихвине — 22 апреля 1970 года, в Кингисеппе — 5 ноября 1973 года, в Лугах — 5 ноября 1975 года.
С созданием в СССР союзных узлов радиовещания и радиосвязи в августе 1973 года ЛДРСВ была переименована в «Союзный узел радиовещания и радиосвязи № 2» (СУР-2). «Ленинградской радиотелевизионной передающей станции» было присвоено нынешнее название «Ленинградский радиотелевизионный передающий центр» (ЛРТПЦ).

### 80-е годы: начало освоения ДМВ-диапазона
19 ноября 1979 года приказом Министерства связи СССР № 505 образовано Министерство связи РСФСР. СУР-2 остался в подчинении Союзного Министерства связи, а ЛРТПЦ был выведен из состава СУР-2 и с 1 января 1980 года передан в ведение Минсвязи РСФСР. С этого момента распространением программ телевидения и радиовещания в ленинградском регионе занимались уже два самостоятельных предприятия.
В августе 1986 года на телебашне ЛРТПЦ с использованием вертолета была демонтирована старая турникетная антенна и смонтирована новая щелевая антенна ДМВ-диапазона 33 канала. В том же году на ленинградской телебашне был смонтирован и введен в эксплуатацию первый дециметровый передатчик «Ильмень-2» мощностью 25 кВт, обеспечивший трансляцию на 33 канале четвертой программы, по которой шли общеобразовательные передачи, а затем НТВ.
В конце 1987 года в соответствии с приказом Минсвязи СССР от 06.10.1987 № 534 СУР-2 реорганизован и переименован в «Производственное объединение радиовещания и радиосвязи № 2» (ПОР-2), а в сентябре 1992 года приказом Минсвязи России № 309 ПОР-2 переименован в «Государственное предприятие радиовещания и радиосвязи № 2» (ГПР-2).

### 90-е годы: многопрограммное телерадиовещание
20 февраля 1991 года ЛРТПЦ начал эфирную трансляцию на частоте 102 МГц первой отечественной коммерческой FM-радиостанции «Радио РОКС», в этом же году на ЛРТПЦ начался рост количества радиостанций и телеканалов: введены в строй телевизионные передатчики на шестом канале («СТС»), 40 канале («РЕН ТВ»), 27 канале («ТВ-3»), 11 канале («ТНТ»). К 2000 году ЛРТПЦ обеспечивал эфирную трансляцию 15 ТВ и 14 радиостанций.
В 1998 году, в соответствии с Указом Президента России от 27.07.1998 № 511 и Постановлением Правительства России от 27.07.1998 № 844, проведена реорганизация телевизионной и радиовещательной сети России,  ГПР-2 вместе с ЛРТПЦ и другими предприятиями связи были присоединены к «Всероссийской государственной телевизионной и радиовещательной компании» (ВГТРК). При этом «Государственное предприятие радиовещания и радиосвязи № 2» (ГПР-2) было переименовано в «Центр радиовещания и радиосвязи № 2» (ЦРР-2).

### Санкт-Петербургский региональный центр РТРС (с 2001 года)
В соответствии с Указом Президента Российской Федерации от 13.08.2001 № 1031 предприятия телевизионной и радиовещательной сети были выведены из состава ВГТРК. Была создана «Российская телевизионная и радиовещательная сеть» (РТРС). Произошло объединение ЦРР-2 и ЛРТПЦ, на их базе был создан филиал РТРС «Санкт-Петербургский региональный центр». В состав филиала были включены в качестве цехов телевидения и радиовещания РТПС в Выборге, Кингисеппе, Лугах, Подпорожье и Тихвине. Ранее они входили в состав «Радиоцентра № 11».
7 февраля 2011 года РТРС начал тестовую трансляцию 10 телеканалов первого мультиплекса в Санкт-Петербурге. На 35 ТВК вышел в эфир первый передатчик региональной цифровой телесети. В декабре 2013 года в Санкт-Петербурге началась трансляция второго мультиплекса.
21 июля 2009 года РТРС и правительство Ленинградской области подписали соглашение о сотрудничестве в области развития эфирного телевидения и радиовещания при переходе на цифровой формат телевидения. Началось строительство сети цифрового вещания, которое было завершено в 2015 году. Было построено 28 объектов цифрового вещания. По мере строительства объектов филиал РТРС начинал трансляцию телеканалов первого мультиплекса в Ленинградской области. В 2018 году сеть второго мультиплекса была полностью введена в эксплуатацию.
Сеть цифрового эфирного телевидения в Санкт-Петербурге и Ленинградской области состоит из 36 объектов, включая телебашню Санкт-Петербурга. Филиал транслируется 20 телеканалов и три радиостанции двух мультиплексов в Санкт-Петербурге и Ленинградской области с использованием 72 передающих комплексов. Эфирный телесигнал доступен для 100% жителей Санкт-Петербурга и 96,31% жителей Ленинградской области. Расположение передающих станций отражено на интерактивном сервисе для телезрителей карта.ртрс.рф.
Чтобы подготовить жителей Санкт-Петербурга и Ленинградской области к переходу на цифровое эфирное телевидение, Санкт-Петербургский региональный центр РТРС  провел информационно-разъяснительную кампанию совместно с Комитетом информатизации и связи Санкт-Петербурга и Комитетом цифрового развития Ленинградской области. Сотрудники филиала проводили инструктаж для волонтеров, которые помогали зрителям подключать цифровое эфирное телевидение.
14 октября 2019 года Санкт-Петербург и Ленинградская область отключили аналоговую трансляцию федеральных каналов и завершили переход на цифровое эфирное телевидение.
Филиал транслируется 20 цифровых эфирных каналов и три радиостанции в составе двух мультиплексов. Региональные программы в цифровом качестве выходят в эфире телеканалов первого мультиплекса «Первый канал», НТВ, «Россия-1», «Россия-24», «Россия-Культура», ОТР и на радиостанции «Радио России», «Маяк», «Вести FM».
Санкт-Петербургский региональный центр РТРС транслируется в FM-диапазоне радиостанции ВГТРК: «Вести FM», «Радио России» и «Маяк» и еще 40 радиостанций.
В 2021 году губернатор Ленинградской области Александр Дрозденко поздравил Санкт-Петербургский региональный центр РТРС со Всемирным днем телевидения. В правительственной телеграмме он поблагодарился филиал за внимание к развитию телевидения в регионе.

## Телеканалы, транслируемые Санкт-Петербургским региональным центром РТРС[55]
| Кнопка | Телеканал       | Местные блоки |
| ------ | --------------- | ------------- |
| 1      | Первый канал    | Да            |
| 2      | Россия-1        | Да            |
| 3      | Матч ТВ         | Нет           |
| 4      | НТВ             | Да            |
| 5      | Пятый канал     | Нет           |
| 6      | Россия-Культура | Да            |
| 7      | Россия-24       | Да            |
| 8      | Карусель        | Нет           |
| 9      | ОТР             | Да            |
| 10     | ТВ Центр        | Нет           |
| 11     | РЕН ТВ          | Нет           |
| 12     | Спас            | Нет           |
| 13     | СТС             | Нет           |
| 14     | Домашний        | Нет           |
| 15     | ТВ-3            | Нет           |
| 16     | Пятница!        | Нет           |
| 17     | Звезда          | Нет           |
| 18     | Мир             | Нет           |
| 19     | ТНТ             | Нет           |
| 20     | Муз-ТВ          | Нет           |

## Организация вещания
РТРС транслируется в Санкт-Петербурге и Ленинградской области эфирные цифровые и аналоговые телерадиопрограммы. Для этого филиал используется 78 передатчиков СВ/УКВ/FM-диапазона и 72 передающих комплекса первого и второго мультиплексов цифрового эфирного телевещания. Инфраструктура эфирного телевидения Санкт-Петербургского регионального центра РТРС включает:
- семь крупных передающих объектов: цех «Ленинградский радиотелевизионный передающий центр» на Аптекарском острове и РТПС Ольгино в Санкт-Петербурге, областные цеха в Выборге, Кингисеппе, Лугах, Подпорожье и Тихвине;
- 36 радиотелевизионных станций (РТС) цифрового эфирного ТВ в Санкт-Петербурге и Ленинградской области.

Аналоговая трансляция федеральных каналов прекратилась в Санкт-Петербурге и Ленинградской области 14 октября 2019 года. Региональные каналы продолжают работать в аналоговом формате по собственной инициативе.
На сайте РТРС в разделе «Временные отключения телерадиоканалов» размещается информация о возможных остановках трансляции из-за профилактических работ.

## Региональное вещание
Региональные новости и тематические передачи доступны в цифровом качестве в первом мультиплексе: в эфире телеканалов «Первый канал», НТВ, «Россия-1», «Россия-24», «Россия-Культура», ОТР и радиостанции «Радио России», «Маяк», «Вести FM».
Программы региональных каналов «Санкт-Петербург» и «ЛенТВ24» выходят в цифровом формате в эфире ОТР на девятой кнопке первого мультиплекса ежедневно с 6 до 9 часов и с 17 до 19 часов.

## Образование
Санкт-Петербургский региональный центр РТРС развивается партнерство с образовательными организациями для эффективной подготовки и повышения квалификации кадров. В 2012 году в Санкт-Петербургском университете телекоммуникаций им. проф. М.А. Бонч-Бруевича была открыта базовая кафедра РТРС «Цифровое телевизионное и радиовещание» (ЦТРВ). На этой кафедре преподают сотрудники филиала. Студентам предоставляется возможность пройти практику в подразделениях предприятия, ознакомиться с современной телерадиовещательной техникой и технологиями цифрового ТВ. Лучшие выпускники профильных направлений учебы СПбГУТ становятся сотрудниками РТРС.

## Передача флага цифрового телевидения в Центральный музей связи
В октябре 2021 года, в честь двухлетия перехода России на цифровое эфирное телевидение и отключения аналоговой трансляции федеральных каналов, Санкт-Петербургский региональный центр РТРС передал в Центральный музей связи флаг цифрового эфирного телевидения. Флаг стал центральным визуальным изображением во время проведения процедуры отключения аналогового телевидения из космоса. Флаг цифрового эфирного телевидения дополнит экспозицию Центрального музея связи имени А.С. Попова, рассказывающую о развитии теле- радиовещания в России, о важных исторических событиях отрасли телекоммуникаций.

## Создание Аллеи телевещания
14 октября 2021 года в Приморском парке Победы была открыта Аллея телевещания. Мероприятие было приурочено к нескольким важным для отечественного телевещания событиям, для которого 2021 год стал юбилейным: 1 октября отмечалось 90 лет с начала регулярного телевещания в России, 14 августа 2021 года «Российская телевизионная и радиовещательная сеть» (РТРС) отметила 20-летий юбилей, а в октябре 2019 года в России завершился переход на цифровое эфирное ТВ.
В создании Аллеи телевещания и посадке деревьев в Приморском парке Победы приняли участие ведущие городские телеканалы, филиал РТРС «Санкт-Петербургский региональный центр», обеспечивающий эфирное телевизионное и радиовещание в Петербурге и Ленинградской области, а также правительство Санкт-Петербурга: дубы в Приморском парке Победы посадили вице-губернатор Борис Пиотровский и глава Петроградского района Иван Громов
В честь создания Аллеи телевещания все участники мероприятия подписали соответствующий Акт, который был передан в Центральный музей связи им. А.С. Попова и занял свое место в экспозиции, рассказывающей о развитии отрасли телерадиовещания в России.

## Награды
Сотрудники Санкт-Петербургского регионального центра РТРС неоднократно награждены грамотами Федерального агентства по печати и массовым коммуникациям, грамотами генерального директора РТРС, несколько сотрудников удостоены звания «Почетный радист» и звания «Заслуженный работник связи и информации Российской федерации».
27 января 2021 года сотрудникам Санкт-Петербургского регионального центра РТРС были вручены государственные награды: двое сотрудников были награждены медалью ордена «За заслуги перед Отечеством» II степени, еще один сотрудник получил звание «Заслуженный работник связи и информации Российской Федерации». Награды были вручены в соответствии с Указом Президента России от 03.08.2020 № 493 «О награждении государственными наградами Российской Федерации» — «за большой вклад в реализацию проекта по переходу Российской Федерации на цифровой формат телевещания».
17 сентября 2021 года Санкт-Петербургский региональный центр РТРС был отмечен Почётной грамотой президиума Профсоюза работников связи России, грамота была вручена за вклад в развитие отрасли связи, многолетнее социальное партнерство, высокий профессионализм, надежность и ответственность сотрудников.
24 сентября 2021 года губернатор Санкт-Петербурга Александр Беглов отметил директора филиала РТРС «Санкт-Петербургский региональный центр» Руслана Евсеева благодарственным письмом за «многолетний добросовестный труд, высокий профессионализм и большой вклад в развитие средств массовой информации».
В сентябре 2021 года  Санкт-Петербургский региональный центр РТРС был отмечен губернатором Ленинградской области Александром Дрозденко за высокий уровень вакцинации сотрудников.